# Benjamin
Benjamin er et hebraisk navn fra Det Gamle Testamente.
Navnet har flere betydninger:
- Den yngste søn
- Søn af højre hånd
- Søn af syden
- Lykkens søn

Benjamin bliver forkortet til Ben eller Benny, se Ben (drengenavn), Benny (drengenavn).
Cirka 7800 danskere hedder Benjamin ifølge Danmarks Statistik.

## Kendte personer med navnet
- Benjamin Franklin, amerikansk journalist, forfatter, videnskabsmand, politiker og diplomat
- Benjamin Britten, engelsk komponist og pianist
- Benjamin Jacobsen, dansk forfatter
- Benjamin Koppel, dansk musiker og forfatter

## Benjamin Stamme
Benjamin Stamme var én af Israels 12 stammer. Stammen blev næsten udryddet ved Slaget ved Gibeah. Stammen genopstod, og den er senere blevet omtalt som Israels mindste stamme.
Ifølge Første Samuelsbog kapitel 9 kom Kong Saul, der var Israels første konge, fra Benjamin Stamme. Det samme gjorde Apostlen Paulus (oprindeligt Saul eller Saulus) ifølge kapitel 3 i Brevet til Filipperne.

## Andet
- Benjamin Media, et dansk forlag.
- Benjamin-sagen, en sag hvor 18-årige Benjamin Schou dør under en anholdelse på Rådhuspladsen i København.